# 第119親衛ロケット旅団 (ロシア陸軍)
第119親衛ロケット旅団（だい119しんえいろけっとりょだん、ロシア語: 119-я гвардейская ракетная бригада）とは、ロシア陸軍の旅団の一つ。第41諸兵科連合軍隷下。部隊番号49547。
定期的に、赤の広場で行われる軍事パレードに参加している。

## 歴史
- 1960年5月25日：グルジア・ソビエト社会主義共和国（GSSR）にて創設。編成は第116野戦砲兵旅団、第46戦車師団、第32航空師団に基づいている[2]。
- 1984年：ドイツ民主共和国（東ドイツ）に移転した。9K76ミサイルを装備[1]。
- 1988年：トランスコーサカス軍管区に移転。グルジアの独立後、ロシア陸軍のウラル軍管区に移転した[1]。
- 2016年：9K720 イスカンデルMを装備[1]。

## 装備
- 9K720 イスカンデルM：2016年に装備。